# Seteria
Seteria (P 04) – brunejski kuter rakietowy z lat 70. XX wieku, jedna z trzech zamówionych w Singapurze jednostek typu Waspada. Okręt został zwodowany 22 czerwca 1978 roku w stoczni Vosper Thornycroft w Singapurze, a do służby w Królewskiej Marynarce Wojennej Brunei wszedł w czerwcu 1979 roku. Jednostka została skreślona z listy floty pod koniec 2011 roku.

## Projekt i budowa
„Seteria”, wraz z dwoma bliźniaczymi jednostkami „Waspada” i „Pejuang”, została zamówiona przez rząd Brunei w stoczni Vosper Thornycroft w Singapurze. Okręty posiadały spawany stalowy kadłub i wykonaną z aluminium nadbudówkę. Budowę okrętu rozpoczęto w 1976 roku i został zwodowany 22 czerwca 1978 roku.

## Dane taktyczno-techniczne
Okręt był niewielkim kutrem rakietowym, przystosowanym do pełnienia funkcji patrolowej. Długość całkowita wynosiła 36,9 metra, szerokość 7,2 metra i zanurzenie 1,8 metra. Wyporność pełna wynosiła 150 ton. Okręt napędzany był przez dwa silniki wysokoprężne MTU 20V538 TB91 o łącznej mocy 9000 KM, poruszające poprzez wały napędowe dwoma śrubami. Maksymalna prędkość jednostki wynosiła 32 węzły. Okręt zabierał 16 ton paliwa, co pozwalało osiągnąć zasięg wynoszący 1200 Mm przy prędkości 14 węzłów.
Uzbrojenie artyleryjskie jednostki składało się z dziobowego podwójnego stanowiska działek przeciwlotniczych Oerlikon GCM-B01 kal. 30 mm. Kąt podniesienia lufy wynosił 85°, waga naboju 1 kg, donośność 10 000 metrów, a teoretyczna szybkostrzelność 650 strz./min. Prócz tego okręt wyposażony był w dwa pojedyncze karabiny maszynowe kal. 7,62 mm. Na rufie umieszczone były dwie pojedyncze wyrzutnie przeciwokrętowych pocisków rakietowych MM38 Exocet. Wyposażenie radioelektroniczne obejmowało radar nawigacyjny Decca TM 1229, system kierowania ogniem z komputerem Sperry 1412A oraz system rakietowy Sea Archer. Okręt posiadał też dwie wyrzutnie flar MoD(N) kal. 51 mm.
Załoga okrętu składała się z 4 oficerów oraz 20 podoficerów i marynarzy.

## Służba
Uroczyste wcielenie okrętu do służby w Królewskiej Marynarce Wojennej Brunei nastąpiło 22 czerwca 1979 roku. Jednostka otrzymała numer burtowy P 04. W połowie lat 80. XX wieku planowano modernizację, zakładającą m.in. przedłużenie jednostki o 2 metry, jednak nie doszła ona do skutku. W 1988 roku wymieniono system kierowania ogniem na nowszy, a w latach 1998-2000 zamontowano nowy radar nawigacyjny Kelvin Hughes 1007 i radar artyleryjski Radamec 2500. Okręt został wycofany ze służby pod koniec 2011 roku.